# Daniel Adam z Veleslavína
Daniel Adam z Veleslavína (Praga, 31 agosto 1546 – Praga, 18 ottobre 1599) è stato un tipografo e letterato ceco.
Studiò all'Università Carolina di Praga e dal 1569 al 1575 insegnò lì.
Le sue attività di editore e tipografo lo resero una delle figure centrali della cultura ceca.